# قایق ماهیگیری (نقاشی)
قایق ماهیگیری یک نقاشی قرن نوزدهمی اثر نقاش فرانسوی گوستاو کوربه است. این نقاشی یک قایق ماهیگیری به ساحل‌نشسته را در خط ساحلی فرانسه در نزدیکی توویل-سیو-مر به‌تصویر می‌کشد. این اثر بخشی از مجموعه‌ای ۳۵ عددی از نقاشی‌های رنگ روغنی بود که کوربه در پاییز سال ۱۸۶۵ کشید. قایق ماهیگیری در حال‌حاضر در مجموعه موزه متروپولیتن نیویورک قرار دارد. این نقاشی نخستین اثر کوربه بود که در سال ۱۸۹۹ به این موزه اهدا شد.